# Saint-Sernin-sur-Rance

Saint-Sernin-sur-Rance este o comună în departamentul Aveyron din sudul Franței. În 1 ianuarie 2022 avea o populație de 586 de locuitori.